# Louise Héger
Pour les articles homonymes, voir Heger.
Louise Héger, née à Bruxelles, le 14 juillet 1839 et décédée à Ixelles, le 21 juillet 1933, est une artiste peintre et dessinatrice de paysages. Elle est l'une des figures du mouvement impressionniste belge. En parallèle de sa carrière artistique, elle enseigne les disciplines artistiques au sein du pensionnat familial.

## Biographie

### Famille
Elisa, Marie, Louise, Hortence Héger naît à Bruxelles le 14 juillet 1839 de l'union de Zoé Parent et Constantin Héger. Elle grandit dans une famille qui soutient des valeurs progressistes et qui dispose de ressources économiques. Sa mère dirige une pension destinée à l'éducation des jeunes filles à Bruxelles et est proche de l'écrivaine féministe Zoé de Gamond. Son père est professeur à l'Athénée de Bruxelles où sont scolarisées Emily et Charlotte Brontë,. Le cercle familial dans lequel évolue Louise Héger est également proche des milieux artistiques belges. Son frère, Paul Héger, se marie avec Léontine van Mons qui est la sœur du mécène Emile van Mons et la nièce du poète et critique d'art Emile Verhaeven. Sa sœur, Victorine Héger, épouse Emile Picard, le frère du collectionneur et critique d'art Edmond Picard.

### Formation artistique
Alors que le circuit de formation artistique demeure inaccessible aux femmes avant les années 1880 en Belgique, Louise Héger emprunte des voies alternatives qui lui permettent d'acquérir une technique picturale et une sensibilité esthétique mais également d'étoffer son capital social.
Elle est scolarisée au sein de l'institut familial et bénéficie des enseignements dispensés par l'artiste Paul Lauters. Ce dernier lui apprend les rudiments techniques du dessin, de la gravure et de la peinture à l'huile. Il l'initie également à l'art du paysage. Si dans un premier temps les études de paysages sont réalisées en atelier et d'après estampe, il ne tarde pas à lui faire découvrir la peinture en plein air.
Elle profite du renouvellement du genre de la peinture de paysage qui s'opère en Belgique pour éduquer son regard au contact d'homologues masculins et de leurs productions : dès les années 1870, Louise Héger fréquente les colonies d'artistes établies à Genk et à Tervuren. Elle y côtoie Alphonse Asselbergs, Joseph Coosemans et Théodore T'Scharner. Loin de satisfaire des paysages locaux et financièrement à l'aise, elle part chercher l'inspiration au-delà des frontières belges : elle séjourne en Italie, en Suisse et en Norvège ,,.
Lorsqu'elle n'a pas la possibilité de s'exercer en extérieur, Louise Héger se rend aux Musées royaux des beaux-arts de Belgique où elle s'exerce à la copie des œuvres exposées. En 1883, elle intègre l'atelier féminin du peintre belge Alfred Stevens établi à Paris,. L'enseignement dispensé au sein de cet atelier privé lui donne enfin l'occasion de s'essayer à la figuration humaine. Mais il lui permet surtout de perfectionner son usage de la peinture à l'huile et de se familiariser avec l'esthétique impressionniste.

### Carrière artistique
Les intérêts et les ambitions artistiques de Louise Héger impliquent qu'elle adopte un comportement en marge des normes sociales assignées aux femmes à cette époque, : elle s'émancipe du cadre domestique pour peindre sur le motif et elle choisit de rester célibataire afin de pratiquer son art de façon régulière. Ce mode de vie n'a été praticable qu'au terme d'un compromis passé avec ses parents : en l'engageant comme professeure des disciplines artistiques au pensionnat Héger,, ils s'assurent que leur fille ne s'éloigne pas de Bruxelles et qu'elle dispose dans le même temps d'un salaire.
Louise Héger peint essentiellement des paysages. Sous l'impulsion des peintres de la Société Libre des beaux-arts, les peintures de paysages cristallisent bientôt les enjeux de la modernité picturale en Belgique et celles-ci occupent dorénavant les cimaises,. Forte des relations qu'elle a nouées avec les acteurs culturels, Louise Héger participe aux expositions annuelles du Cercle artistique et littéraire de Bruxelles en 1873, 1874 et 1878. Deux de ses productions intitulées Le ruisseau du Hoyoux et la Sémois au printemps sont exposées au Salon de Paris en 1879. Elle réitère l'expérience au Salon de Paris en 1884 sous la houlette de son professeur et peintre Alfred Stevens. Sa présence sur les scènes artistiques nationales et internationales est remarquée et ses œuvres sont commentées. Elle ne tarde pas à recevoir des commandes de bourgeois désireux de décorer leurs intérieurs, à l'instar d'Emile van Mons.
Durant la décennie suivante, un tournant s'opère dans la carrière artistique de Louise Héger. D'une part elle s'affranchit de la tutelle de ses parents en mettant un terme à ses activités d'enseignement au sein du pensionnat. Elle inaugure son nouvel atelier indépendant rue Isabelle qui devient autant un lieu de création que de monstration, et elle se consacre désormais exclusivement à la pratique de son art. D'autre part, elle parvient à se libérer des influences esthétiques héritées de ses relations entretenues avec les peintres de paysages de tradition réaliste,.
Grâce à son réseau de relations, Louise Héger profite des mutations du système d'exposition des œuvres,: elle fréquente les circuits culturels privés où l'intelligentsia bruxelloise se presse pour convertir son capital économique en capital culturel. Ses créations intègrent les collections privées d'Ernest Solvay et d'Henri van Cutsem. Parallèlement à sa participation à des salons domestiques, elle continue d'exposer régulièrement lors des Salons officiels : elle participe à toutes les expositions nationales annuelles de 1895 à 1900. Une de ses études intitulée Houffalize rejoint les collections publiques des Musées royaux des beaux-arts de Belgique après avoir été présentée à l'exposition internationale de Bruxelles de 1897. L'œuvre a été perdue durant la Seconde Guerre mondiale et aucune image du tableau n'a été conservée.

### Trajectoires esthétiques des œuvres de Louise Héger
Louise Héger puise ses thèmes iconographiques dans les paysages qu'elle parcourt au fil de ses déplacements en Belgique et à l'étranger : elle représente des marines (Au bord du lac, sans date), des paysages forestiers (Balade en forêt de Soignes, sans date), côtiers (Vue des dunes, 1878) ou urbains (Vue prise du haut de l'escalier Belliard, sans date).
Techniquement, elle peint à l'huile sur des toiles ou des panneaux de petites dimensions. Si elle parvient à tirer profit des évolutions matérielles qui facilitent le transport des outils du peintre en plein-air, sa pratique artistique reste fortement conditionnée aux aléas météorologiques d'une part et à ses disponibilités d'autre part. Louise Héger a donc continué à pratiquer le dessin au fusain ou à l'encre tout au long de sa carrière. Elle exécute principalement des études sur nature qui lui servent de supports visuels et mémoriels pour la réalisation de ses futures productions. Mais certains de ses dessins, comme Vue sur la Forge Roussel (sans date), sont considérés comme des créations à part entière.
Un temps marquée par l'héritage romantique, elle ne tarde pas à s'en affranchir. En peignant sur le motif, Louise Héger fait désormais de l'observation du sujet une condition à son processus de création. Et dans le même temps, elle élève le paysage au rang de sujet principal dans ses œuvres. En cela, Louise Héger rencontre les préoccupations des peintres paysagistes réalistes. Elle cherche à saisir l'authenticité de la nature à travers ses variations de lumière et elle s'intéresse moins aux détails qu'à l'ensemble : les contours de ses formes disparaissent progressivement au profit d'une touche plus libre qui permet de mieux rendre compte des effets atmosphériques fugaces qui traversent l'environnement. A cet égard, le motif du ciel occupe une place importante dans ses compositions.
Cependant, Louise Héger se désintéresse peu à peu de la retranscription fidèle du paysage : si elle continue à peindre en plein-air, elle cherche désormais à projeter sur la toile ses impressions personnelles, notamment celles qui l'unissent à la nature. Cette subjectivité se traduit visuellement par un usage moins rigoureux des techniques de la perspective et par la présence physique de son geste de sorte que la facture soit matériellement vigoureuse. Louise Héger élimine le noir de sa palette et a recours des nuances plus subtiles. Toutes ces caractéristiques, visibles dans ses œuvres tardives telles que Effet de lune (sans date) ou Village de Coxyde (sans date), font de l'artiste une précurseure de l'impressionnisme belge,.
La trajectoire esthétique des œuvres esthétiques de Louise Héger se situe aussi en marge des normes visuelles attendues des productions d'artistes de sexe féminin. Contrairement à certaines artistes femmes qui restent prisonnières de la sphère privée, elle parvient à s'emparer de l'espace public, ici la nature.

## Distinction
- Chevalier de l'ordre de Léopold (19 mars 1903)[17].

### Correspondance
Louise Héger a entretenu tout au long de sa vie une intense correspondance avec le peintre Alphonse Asselbergs. Ses lettres sont conservées aux archives du Musée des beaux-arts de Gand.

## Œuvres (liste non exhaustive)
- Louise Héger, Au bord du lac, sans date, huile sur toile, 91 x 151 cm, signé en bas à droite, non daté.
- Louise Héger, Balade en forêt de Soignes, sans date, huile sur toile, 65 x 49,5 cm, non signé, non daté. (Tervueren, Vrienden van de School van Tervuren).
- Louise Héger, Vue des dunes, [18]78, huile sur toile, 40 x 64,5 cm, signé et daté en bas à droite. (Knokke-Heist, Sincfala Museum van de Zwinstreek).
- Louise Héger, Vue prise du haut de l'escalier Belliard, sans date, huile sur toile, 16,5 x 23 cm, non signé, non daté. (Collection privée).
- Louise Héger, Vue sur la Forge Roussel, sans date, encre sur papier, 16, 3 x 41,6 cm, non signé, non daté. Dans : PICARD (Edmond), La Forge Roussel, Bruxelles, 1880, pp. 18-19. (Bruxelles, KBR).
- Louise Héger, Effet de lune, sans date, huile sur panneau, 24 x 38,5 cm, non signé, non daté. (Bruxelles, Musée d'Ixelles).
- Louise Héger, Village de Coxyde, sans date, huile sur toile, 44 x 30 cm, non signé, non daté. (Tournai, Musée des beaux-arts de Tournai).
- Louise Héger, Verger à Tervueren, sans date, huile sur toile, 34 x 53,5cm. (Localisation inconnue).
- Louise Héger, Paysage avec arbre près de la ferme, 1888, huile sur panneau, 24 x 33 cm. (Localisation inconnue).

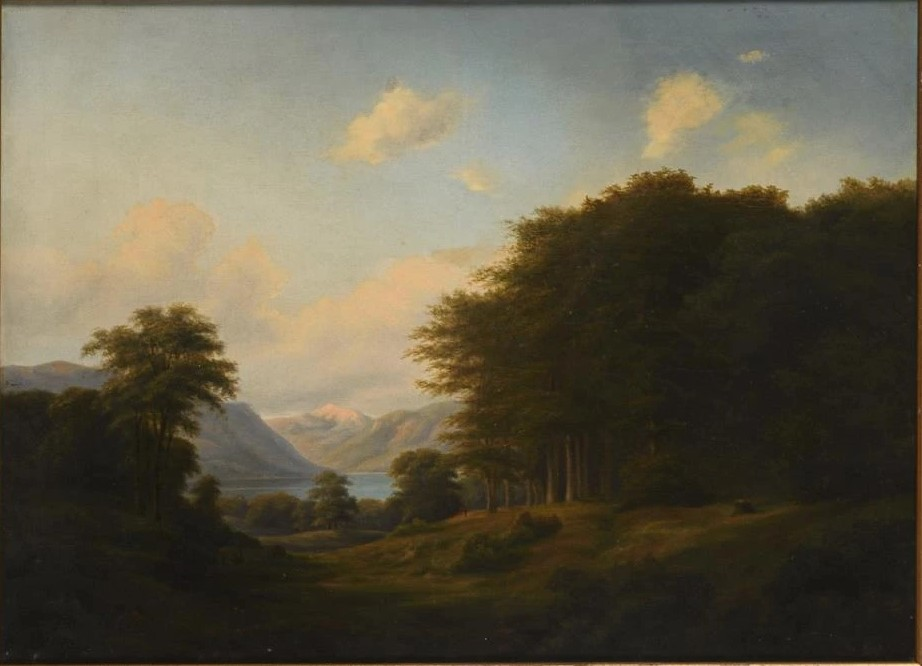
Louise Héger, Paysage sylvestre.

- Louise Héger, A Dilbeek, sans date, lithographie, 19,4 x 14,5 cm. (Bruxelles, KBR).
- Louise Héger, Boqueteau, sans date, gravure, 18 x 15 cm. (Bruxelles, KBR).
- Louise Héger, Sienne, sans date, aquarelle support papier, 14,5 x 24 cm. (Université libre de Bruxelles - Service Archives, patrimoine, réserve précieuse).
- Louise Héger, Sans titre (Village de montagne), 1892, aquarelle sur papier. (Université libre de Bruxelles - Service Archives, patrimoine, réserve précieuse).
- Louise Héger, Baraque Michel, huile sur toile (Université libre de Bruxelles - Service Archives, patrimoine, réserve précieuse)
- Louise Héger, Paysage avec ferme, huile sur panneau, 1891 (Université libre de Bruxelles - Service Archives, patrimoine, réserve précieuse)